# 堆心蓟
堆心蓟（学名：Cirsium helenioides）为菊科蓟属的植物。分布于俄罗斯以及中国大陆的新疆等地，生长于海拔1,700米至2,250米的地区，常生长在山谷湿润高草丛中、冷杉云缘以及林下，目前尚未由人工引种栽培。